# 格罗讷河畔梅塞
格羅訥河畔梅塞（法語：Messey-sur-Grosne，法語發音：[mesɛ syʁ ɡʁon]）是法国索恩-卢瓦尔省的一个市镇，属于索恩河畔沙隆区。

## 地理
格罗讷河畔梅塞（46°38'38"N, 4°44'38"E）面积15.21 平方千米，位于法国勃艮第-弗朗什-孔泰大區索恩-卢瓦尔省，该省份为法国中部省份，北起顺时针与科多尔省、汝拉省、安省、罗讷省、卢瓦尔省、阿列省和涅夫勒省接壤。
与格罗讷河畔梅塞接壤的市镇（或旧市镇、城区）包括：瑞利莱比克西、拉沙佩勒德布拉尼、舍诺沃、拉勒、圣昂布勒伊。

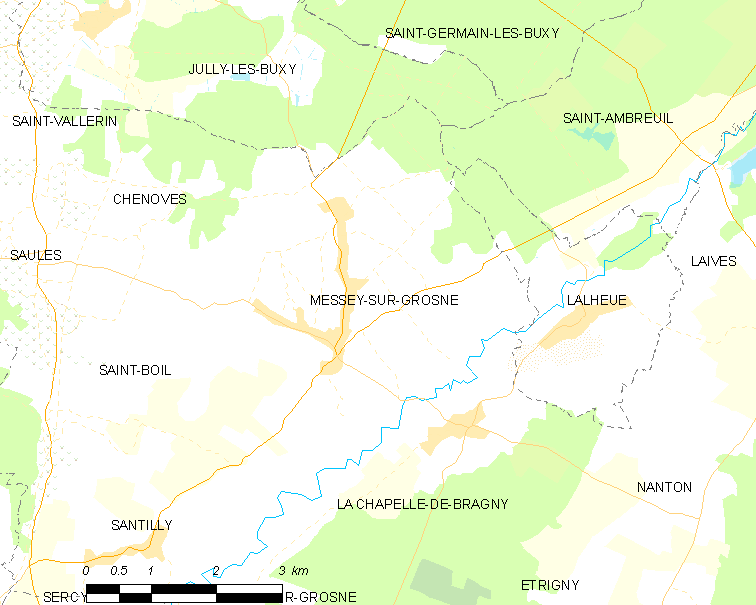
格罗讷河畔梅塞的OSM定位图

格罗讷河畔梅塞的时区为UTC+01:00、UTC+02:00（夏令时）。

## 行政
格罗讷河畔梅塞的邮政编码为71390，INSEE市镇编码为71296。

## 政治
格罗讷河畔梅塞所属的省级选区为日夫里县。

## 人口

1962-2008年间格罗讷河畔梅塞人口变化图示

格罗讷河畔梅塞于2022年1月1日时的人口数量为742人。